# 天主教聖費利佩教區 (智利)
天主教聖費利佩教區（拉丁語：Dioecesis Sancti Philippi）是智利一個羅馬天主教教區，屬智利的聖地牙哥總教區。
教區於1925年10月18日成立，管轄聖費利佩德阿空加瓜省、洛斯安第斯省和佩托爾卡省，2010年時有269,000名教友（佔轄區總人口79.8%）、29個堂區和56名司鐸。現任教區主教為貢薩洛·阿爾圖羅·布拉沃-薩拉薩爾，榮休主教為克里斯蒂安·亨利·孔特雷拉斯-莫利納。